# Tour Manhattan
Tour Manhattan, este o clădire de birouri din districtul financiar La Défense din Courbevoie, Franța. Zgârie-nori inițial a fost construit în 1975 și avea 110 metri.
Construit în 1975, cu o înălțime de 110 m, Tour Manhattan este primul turn de apărare care nu are formă paralelipipedică, dar are propria sa siluetă curbată. De fapt, în planul din 1964, locațiile date de turnuri pentru cele două turnuri din prima generație (24 m × 42 m) au fost folosite în cele din urmă pentru a construi un singur turn, ceea ce explică forma inițială. A fost construit de echipa Cogedim.
O parte din filmul lui Claude Zidi Aripioară sau picior? a fost filmată în 1976 în Tour Manhattan, cu șeful grupului fictiv de ospitalitate Tricatel.